# East Glacier Park Village
East Glacier Park Village é uma região censitária localizada no estado americano de Montana, no Condado de Glacier.

## Demografia
Segundo o censo americano de 2010, a sua população era de 363 habitantes..

## Geografia
De acordo com o United States Census Bureau tem uma área de
11,3 km², dos quais 11,3 km² cobertos por terra e 0,0 km² cobertos por água.

## Localidades na vizinhança
O diagrama seguinte representa as localidades num raio de 36 km ao redor de East Glacier Park Village.